# Florian Nesgen
Florian Nesgen (* 22. Oktober 1989 in Köln) ist ein deutscher Basketballspieler. Er spielt bei der SG Köln 99ers.
Florian Nesgen begann seine Basketballkarriere mit 16 Jahren in der Jugendabteilung der Köln 99ers und wurde Anfang des Jahres 2008 in den Bundesligakader der 99ers aufgenommen.